# Džemal Bijedić
Džemal Bijedić (cyrilicí Џемал Биједић) 12. dubna 1917, Mostar, Bosna a Hercegovina, Rakousko-Uhersko – 18. ledna 1977, u Kreševa, SFRJ) byl jugoslávský partyzán a posléze komunistický politik a státník. Od roku 1971 až do své tragické smrti zastával post předsedy Svazové výkonné rady (celojugoslávské vlády).

## Biografie
Bijedić se narodil v Mostaru v dnešní Bosně a Hercegovině do bosňácké obchodnické rodiny, která se do Mostaru dosídlila z východobosenského města Gacko. Ve věku jednoho roku mu na španělskou chřipku zemřel otec. O Džemala se následně starala hlavně jeho matka Zafira a strýc Bećir. Základní školu a gymnázium vystudoval ve svém rodném měste. Poté pokračoval na studiích na právnické fakultě Univerzity v Bělehradě.
Jako student gymnázia byl členem společnosti Gajret a stal se i sympatizantem revoluční společnosti, ke které se připojil během svých studií v Bělehradu. V říjnu 1938 vstoupil do Svazu komunistické mládeže a v prosinci 1939 se stal členem ilegální komunistické strany. V letech 1940–1941, tj. těsně před vypuknutím války byl sekretářem Oblastního výboru SKOJ pro území Hercegoviny. Za práci pro komunisty byly zatčen v Mostaru hned čtyřikrát.
Během druhé světové války se účastnil boje proti italské a německé okupaci. V okamžiku vyhlášení války měl pozici tajemníka Místního výboru komunistické strany pro Sarajevo. Poté, co jugoslávská policie odhalila jeho skutečnou identitu, se rozhodl odcestovat jinam a zastoupil ho Vladimir Perić. Sám Bijedić se přesunul do východní Bosny, kde pracoval jako tajemník Oblastního výboru KS Jugoslávie pro Semberiji a Posáví, později Tuzlu. V partyzánské armádě se připojil k 6. proletářské východobosenské úderné brigádě, která se zapojila do bitvy o Sutjesku.
Po osvobození země v roce 1945 se stal generálním tajemníkem Vlády republiky Bosna a Hercegovina a pomocníkem ministra vnitra. V roce 1948 se stal náčelníkem Správy pro agitaci a propagandu Ústředního výboru Komunistické strany Bosny a Hercegoviny. Následně se vrátil do Mostaru, kde se věnoval stranickým záležitostem v rámci města. V roce 1957 opět přesídlil do Sarajeva a stal se členem tamní Výkonné rady (vlády).
Na začátku 60. let pracoval jako člen Svazové výkonné rady, v jejímž čele stál formálně Josip Broz Tito. Bijedić nejprve získal resort justice a organizace státní moci a poté Svazového sekretariátu pro záležitosti práce. Byl rovněž i členem Ústavní komise Svazové skupštiny, v jejímž čele stál Edvard Kardelj, a která připravovala novou ústavu. Po Brionském plénu byl nicméně Bijedić zbaven na krátko všech funkcí a vrátil se do Sarajeva. Poté se stal předsedou Skupštiny SR Bosny a Hercegoviny, což byla nejvyšší možná politická funkce v rámci republiky. V roce 1971 se stal předsedou jugoslávské vlády; v této funkci zůstal až do své smrti. Jako politik byl ve své funkci oblíben. Jako premiér se účastnil okolo padesáti návštěv různých zemí, kde zastupoval SFRJ. 
Bijedić zemřel v lednu 1977 při letecké havárii. Při návratu z Bělehradu do Sarajeva jeho letadlo narazilo do vrcholu Inac v blízkosti města Kreševo. Na jeho počest byla pojmenována jedna z univerzit v Mostaru.

## Vyznamenání
- velkokříž Řádu prince Jindřicha – Portugalsko, 28. července 1976[4]
- Řád hrdiny socialistické práce – Jugoslávie
- Řád lidové svobody – Jugoslávie